# Statistieken wereldkampioenschap voetbal 2014
Op deze pagina staan de statistieken met betrekking tot het wereldkampioenschap voetbal 2014 in Brazilië. Het toernooi vond plaats van 12 juni tot en met 13 juli.

## Statistieken

### Toernooi statistieken
| Statistiek        | Stand | Gemiddelde         |
| ----------------- | ----- | ------------------ |
| Wedstrijden       | 64    | -                  |
| Doelpunten totaal | 171   | 2,67 per wedstrijd |
| Gele kaarten      | 191   | 2,98 per wedstrijd |
| Rode kaarten      | 10    | 0,16 per wedstrijd |

### Individueel
| Statistiek                        | Record            | Speler/land      | Tegen                                                                              |
| --------------------------------- | ----------------- | ---------------- | ---------------------------------------------------------------------------------- |
| Topscorer(s)                      | 6 doelpunten      | James Rodríguez  | Tegen: Griekenland (1), Ivoorkust (1), Japan (1), Uruguay (2) en Brazilië (1)      |
| Meeste assists                    | 4 assists         | Juan Cuadrado    | Tegen: Griekenland (2), Ivoorkust (1) en Uruguay (1)                               |
| Meeste assists                    | 4 assists         | Toni Kroos       | Tegen: Portugal (2), Frankrijk (1) en Brazilië (1)                                 |
| Meeste gemaakt met assists        | 4 assists         | James Rodríguez  | Tegen: Griekenland (1), Ivoorkust (1), Japan (3), Uruguay (2) en Brazilië (1)      |
| Meeste gemaakt met assists        | 4 assists         | Thomas Müller    | Tegen: Portugal (3), Ghana (1), Verenigde Staten (1), Algerije (1) en Brazilië (1) |
| Meeste clean-sheets achter elkaar | 3                 | Sergio Romero    | Tegen: Zwitserland, België en Nederland                                            |
| Meeste clean-sheets achter elkaar | 3                 | Jasper Cillessen | Tegen: Costa Rica, Argentinië en Brazilië                                          |
| Meeste clean-sheets               | 4                 | Sergio Romero    | Tegen: Iran, Zwitserland, België en Nederland                                      |
| Meeste clean-sheets               | 4                 | Jasper Cillessen | Tegen: Chili, Costa Rica, Argentinië en Brazilië                                   |
| Meeste clean-sheets               | 4                 | Manuel Neuer     | Tegen: Portugal, Verenigde Staten, Frankrijk en Argentinië                         |
| Braces                            | 13 spelers        | Lionel Messi     | Tegen: Nigeria (2)                                                                 |
| Braces                            | 13 spelers        | Neymar           | Tegen: Kroatië (2) en Kameroen (2)                                                 |
| Braces                            | 13 spelers        | Jackson Martínez | Tegen: Japan (2)                                                                   |
| Braces                            | 13 spelers        | James Rodríguez  | Tegen: Uruguay (2)                                                                 |
| Braces                            | 13 spelers        | Toni Kroos       | Tegen: Brazilië (2)                                                                |
| Braces                            | 13 spelers        | André Schürrle   | Tegen: Brazilië (2)                                                                |
| Braces                            | 13 spelers        | Enner Valencia   | Tegen: Honduras (2)                                                                |
| Braces                            | 13 spelers        | Karim Benzema    | Tegen: Honduras (2)                                                                |
| Braces                            | 13 spelers        | Mario Mandžukić  | Tegen: Kameroen (2)                                                                |
| Braces                            | 13 spelers        | Robin van Persie | Tegen: Spanje (2)                                                                  |
| Braces                            | 13 spelers        | Arjen Robben     | Tegen: Spanje (2)                                                                  |
| Braces                            | 13 spelers        | Ahmed Musa       | Tegen: Argentinië (2)                                                              |
| Braces                            | 13 spelers        | Luis Suárez      | Tegen: Engeland (2)                                                                |
| Hattricks                         | 3 doelpunten      | Thomas Müller    | Tegen: Portugal (3)                                                                |
| Hattricks                         | 3 doelpunten      | Xherdan Shaqiri  | Tegen: Honduras (3)                                                                |
| Alle wedstrijden gescoord         | 1 speler          | James Rodríguez  | Tegen: Griekenland, Ivoorkust, Japan, Uruguay en Brazilië                          |
| Eigen doelpunten gescoord         | 5 spelers         | Marcelo          | Tegen: Kroatië (1)                                                                 |
| Eigen doelpunten gescoord         | 5 spelers         | Sead Kolašinac   | Tegen: Argentinië (1)                                                              |
| Eigen doelpunten gescoord         | 5 spelers         | John Boye        | Tegen: Portugal (1)                                                                |
| Eigen doelpunten gescoord         | 5 spelers         | Noel Valladares  | Tegen: Frankrijk (1)                                                               |
| Eigen doelpunten gescoord         | 5 spelers         | Joseph Yobo      | Tegen: Frankrijk (1)                                                               |
| Jongste speler met een doelpunt   | 19 jaar + 1 maand | Julian Green     | Tegen: België (1)                                                                  |
| Oudste speler met een doelpunt    | 37 jaar + 1 maand | Noel Valladares  | Tegen: Frankrijk (1 eigen doelpunt))                                               |

### Teams
Spelers opgesteld
Nederland was het enige team dat alle 23 spelers had opgesteld tijdens het WK. Het is voor het eerst in de WK historie dat alle spelers van een team tijdens één toernooi hebben gespeeld.

### Timing
| Statistiek                         | Record        | Speler/land         | Tegen                                  |
| ---------------------------------- | ------------- | ------------------- | -------------------------------------- |
| Eerste doelpunt                    | 11 minuten    | Marcelo             | Tegen: Kroatië, met een eigen doelpunt |
| Snelste doelpunt na aftrap         | 29 seconden   | Clint Dempsey       | Tegen: Ghana                           |
| Snelste doelpunt na een goal       | 1,06 minuut   | Olivier Giroud      | Tegen: Zwitserland                     |
| Snelste doelpunt van een invaller  | 2 minuten     | Marco Ureña         | Tegen: Uruguay                         |
| Snelste doelpunt van een invaller  | 2 minuten     | Admir Mehmedi       | Tegen: Ecuador                         |
| Snelste doelpunt van een invaller  | 2 minuten     | Miroslav Klose      | Tegen: Ghana                           |
| Snelste doelpunt van een invaller  | 2 minuten     | Leroy Fer           | Tegen: Chili                           |
| Snelste doelpunt van een invaller  | 2 minuten     | Julian Green        | Tegen: België                          |
| Laatste doelpunt zonder verlenging | 90+5 minuten  | Silvestre Varela    | Tegen: Verenigde Staten                |
| Laatste doelpunt met verlenging    | 120+1 minuten | Abdelmoumene Djabou | Tegen: Duitsland                       |
| Laatste doelpunt zonder verlenging | 90+5 minuten  | Klaas-Jan Huntelaar | Tegen: Mexico, met een penalty         |
| Laatste doelpunt met verlenging    | 118 minuten   | Ángel Di María      | Tegen: Zwitserland                     |

### Penalty's
| Statistiek             | Record      | Speler/land         | Tegen                          |
| ---------------------- | ----------- | ------------------- | ------------------------------ |
| Gescoorde penalty's    | 12/13       | Mile Jedinak        | Tegen: Nederland               |
| Gescoorde penalty's    | 12/13       | Sofiane Feghouli    | Tegen: België                  |
| Gescoorde penalty's    | 12/13       | Neymar              | Tegen: Kroatië                 |
| Gescoorde penalty's    | 12/13       | Juan Cuadrado       | Tegen: Japan                   |
| Gescoorde penalty's    | 12/13       | Thomas Müller       | Tegen: Portugal                |
| Gescoorde penalty's    | 12/13       | Karim Benzema       | Tegen: Honduras                |
| Gescoorde penalty's    | 12/13       | Georgios Samaras    | Tegen: Ivoorkust               |
| Gescoorde penalty's    | 12/13       | Klaas-Jan Huntelaar | Tegen: Mexico                  |
| Gescoorde penalty's    | 12/13       | Robin van Persie    | Tegen: Brazilië                |
| Gescoorde penalty's    | 12/13       | Edinson Cavani      | Tegen: Costa Rica              |
| Gescoorde penalty's    | 12/13       | Xabi Alonso         | Tegen: Nederland               |
| Gescoorde penalty's    | 12/13       | James Rodríguez     | Tegen: Brazilië                |
| Gemiste penalty's      | 1/13        | Karim Benzema       | Tegen: Zwitserland             |
| Meeste penalty's voor  | 2 penalty's | Frankrijk           | Tegen: Zwitserland en Honduras |
| Meeste penalty's voor  | 2 penalty's | Nederland           | Tegen: Mexico en Brazilië      |
| Meeste penalty's tegen | 2 penalty's | Nederland           | Tegen: Spanje en Australië     |
| Meeste penalty's tegen | 2 penalty's | Brazilië            | Tegen: Colombia en Nederland   |

### Wedstrijden
| Statistiek                            | Record       | Speler/land             | Tegen                                           |
| ------------------------------------- | ------------ | ----------------------- | ----------------------------------------------- |
| Meeste doelpunten in een wedstrijd    | 8 doelpunten | Brazilië en Duitsland   | Tussen: Brazilië - Duitsland (1 - 7)            |
| Minste doelpunten in een wedstrijd    | 0 doelpunten | Brazilië en Mexico      | Tussen: Brazilië - Mexico (0 - 0)               |
| Minste doelpunten in een wedstrijd    | 0 doelpunten | Japan en Griekenland    | Tussen: Japan - Griekenland (0 - 0)             |
| Minste doelpunten in een wedstrijd    | 0 doelpunten | Costa Rica en Engeland  | Tussen: Costa Rica - Engeland (0 - 0)           |
| Minste doelpunten in een wedstrijd    | 0 doelpunten | Ecuador en Frankrijk    | Tussen: Ecuador - Frankrijk (0 - 0)             |
| Minste doelpunten in een wedstrijd    | 0 doelpunten | Iran en Nigeria         | Tussen: Iran - Nigeria (0 - 0)                  |
| Minste doelpunten in een wedstrijd    | 0 doelpunten | Nederland en Costa Rica | Tussen: Nederland - Costa Rica (0 - 0)          |
| Minste doelpunten in een wedstrijd    | 0 doelpunten | Nederland en Argentinië | Tussen: Nederland - Argentinië (0 - 0)          |
| Grootste verschil in doelsaldo        | 6 doelpunten | Brazilië en Duitsland   | Tussen: Brazilië - Duitsland (1 - 7)            |
| Meeste doelpunten gescoord            | 7 doelpunten | Duitsland               | Tussen: Brazilië - Duitsland (1 - 7)            |
| Meest gemaakt in (verloren wedstrijd) | 2 doelpunten | Australië               | Tussen: Australië - Nederland (2 - 3)           |
| Meest gemaakt in (verloren wedstrijd) | 2 doelpunten | Zwitserland             | Tussen: Zwitserland - Frankrijk (2 - 5)         |
| Meest gemaakt in (verloren wedstrijd) | 2 doelpunten | Nigeria                 | Tussen: Nigeria - Argentinië (2 - 3)            |
| Meest gemaakt in (verloren wedstrijd) | 2 doelpunten | Zuid-Korea              | Tussen: Zuid-Korea - Algerije (2 - 4)           |
| Minst gemaakt (verloren wedstrijd)    | 0 doelpunten | Kameroen                | Tussen: Mexico - Kameroen (1 - 0)               |
| Minst gemaakt (verloren wedstrijd)    | 0 doelpunten | Kameroen                | Tussen: Kameroen - Kroatië (0 - 4)              |
| Minst gemaakt (verloren wedstrijd)    | 0 doelpunten | Spanje                  | Tussen: Spanje - Chili (0 - 2)                  |
| Minst gemaakt (verloren wedstrijd)    | 0 doelpunten | Australië               | Tussen: Australië - Spanje (0 - 3)              |
| Minst gemaakt (verloren wedstrijd)    | 0 doelpunten | Chili                   | Tussen: Nederland - Chili (2 - 0)               |
| Minst gemaakt (verloren wedstrijd)    | 0 doelpunten | Griekenland             | Tussen: Colombia - Griekenland (3 - 0)          |
| Minst gemaakt (verloren wedstrijd)    | 0 doelpunten | Italië                  | Tussen: Italië - Costa Rica (0 - 1)             |
| Minst gemaakt (verloren wedstrijd)    | 0 doelpunten | Italië                  | Tussen: Italië - Uruguay (0 - 1)                |
| Minst gemaakt (verloren wedstrijd)    | 0 doelpunten | Honduras                | Tussen: Frankrijk - Honduras (3 - 0)            |
| Minst gemaakt (verloren wedstrijd)    | 0 doelpunten | Honduras                | Tussen: Honduras - Ecuador (0 - 3)              |
| Minst gemaakt (verloren wedstrijd)    | 0 doelpunten | Iran                    | Tussen: Argentinië - Iran (1 - 0)               |
| Minst gemaakt (verloren wedstrijd)    | 0 doelpunten | Bosnië en Herzegovina   | Tussen: Nigeria - Bosnië en Herzegovina (1 - 0) |
| Minst gemaakt (verloren wedstrijd)    | 0 doelpunten | Portugal                | Tussen: Duitsland - Portugal (4 - 0)            |
| Minst gemaakt (verloren wedstrijd)    | 0 doelpunten | Verenigde Staten        | Tussen: Verenigde Staten - Duitsland (0 - 1)    |
| Minst gemaakt (verloren wedstrijd)    | 0 doelpunten | Rusland                 | Tussen: België - Rusland (1 - 0)                |
| Minst gemaakt (verloren wedstrijd)    | 0 doelpunten | Zuid-Korea              | Tussen: Zuid-Korea - België (0 - 1)             |
| Minst gemaakt (verloren wedstrijd)    | 0 doelpunten | Uruguay                 | Tussen: Colombia - Uruguay (1 - 0)              |
| Minst gemaakt (verloren wedstrijd)    | 0 doelpunten | Nigeria                 | Tussen: Frankrijk - Nigeria (2 - 0)             |
| Minst gemaakt (verloren wedstrijd)    | 0 doelpunten | Zwitserland             | Tussen: Argentinië - Zwitserland (1 - 0)        |
| Minst gemaakt (verloren wedstrijd)    | 0 doelpunten | Frankrijk               | Tussen: Frankrijk - Duitsland (0 - 1)           |
| Minst gemaakt (verloren wedstrijd)    | 0 doelpunten | België                  | Tussen: Argentinië - België (1 - 0)             |
| Minst gemaakt (verloren wedstrijd)    | 0 doelpunten | Brazilië                | Tussen: Brazilië - Nederland (0 - 3)            |
| Minst gemaakt (verloren wedstrijd)    | 0 doelpunten | Argentinië              | Tussen: Argentinië - Duitsland (0 - 1)          |

### Kaarten
| Statistiek                                               | Record           | Speler/land               | Tegen                                                      |
| -------------------------------------------------------- | ---------------- | ------------------------- | ---------------------------------------------------------- |
| Eerste gele kaart                                        | 1e wedstrijd     | Neymar                    | Tegen: Kroatië                                             |
| Eerste rode kaart                                        | 6e wedstrijd     | Maximiliano Pereira       | Tegen: Costa Rica                                          |
| Snelste gele kaart na aftrap                             | 2 minuten        | Thiago Silva              | Tegen: Nederland                                           |
| Snelste rode kaart na aftrap                             | 37 minuten       | Pepe                      | Tegen: Duitsland                                           |
| Snelste gele kaart van een invaller                      | 3 minuten        | José Miguel Cubero        | Tegen: Italië                                              |
| Snelste rode kaart van een invaller                      | 20 minuten       | Ante Rebić                | Tegen: Mexico                                              |
| Laatste gele kaart zonder verlenging                     | 90+4 minuten     | João Moutinho             | Tegen: Ghana                                               |
| Laatste rode kaart zonder verlenging                     | 90+4 minuten     | Maximiliano Pereira       | Tegen: Costa Rica                                          |
| Laatste gele kaart met verlenging                        | 120+4 minuten    | Ezequiel Garay            | Tegen: Zwitserland                                         |
| Meeste gele kaarten                                      | 3 gele kaarten   | Thiago Silva              | Tegen: Mexico, Colombia en Nederland                       |
| Meeste rode kaarten Meeste rode kaarten in een wedstrijd | 1 rode kaart     | Steven Defour             | Tegen: Zuid-Korea                                          |
| Meeste rode kaarten Meeste rode kaarten in een wedstrijd | 1 rode kaart     | Óscar Duarte              | Tegen: Griekenland, 2e keer geel                           |
| Meeste rode kaarten Meeste rode kaarten in een wedstrijd | 1 rode kaart     | Kostas Katsouranis        | Tegen: Japan, 2e keer geel                                 |
| Meeste rode kaarten Meeste rode kaarten in een wedstrijd | 1 rode kaart     | Claudio Marchisio         | Tegen: Uruguay                                             |
| Meeste rode kaarten Meeste rode kaarten in een wedstrijd | 1 rode kaart     | Wilson Palacios           | Tegen: Frankrijk, 2e keer geel                             |
| Meeste rode kaarten Meeste rode kaarten in een wedstrijd | 1 rode kaart     | Pepe                      | Tegen: Duitsland                                           |
| Meeste rode kaarten Meeste rode kaarten in een wedstrijd | 1 rode kaart     | Maximiliano Pereira       | Tegen: Costa Rica                                          |
| Meeste rode kaarten Meeste rode kaarten in een wedstrijd | 1 rode kaart     | Ante Rebić                | Tegen: Mexico                                              |
| Meeste rode kaarten Meeste rode kaarten in een wedstrijd | 1 rode kaart     | Alexandre Song            | Tegen: Kroatië                                             |
| Meeste rode kaarten Meeste rode kaarten in een wedstrijd | 1 rode kaart     | Antonio Valencia          | Tegen: Frankrijk                                           |
| Meeste gele kaarten in een wedstrijd                     | 8× geel          | Costa Rica en Griekenland | Tussen: Costa Rica - Griekenland (2 - 1, na strafschoppen) |
| Meeste kaarten in een wedstrijd                          | 1× rood, 8× geel | Costa Rica en Griekenland | Tussen: Costa Rica - Griekenland (2 - 1, na strafschoppen) |
| Minste gele kaarten in een wedstrijd                     | 1× geel          | Engeland en Italië        | Tussen: Engeland - Italië (1 - 2)                          |
| Minste gele kaarten in een wedstrijd                     | 1× geel          | Iran en Nigeria           | Tussen: Iran - Nigeria (0 - 0)                             |
| Minste gele kaarten in een wedstrijd                     | 1× geel          | Zwitserland en Frankrijk  | Tussen: Zwitserland - Frankrijk (2 - 5)                    |
| Minste gele kaarten in een wedstrijd                     | 1× geel          | Duitsland en Ghana        | Tussen: Duitsland - Ghana (2 - 2)                          |
| Minste gele kaarten in een wedstrijd                     | 1× geel          | USA en Portugal           | Tussen: Verenigde Staten - Portugal (2 - 2)                |
| Minste gele kaarten in een wedstrijd                     | 1× geel          | Honduras en Zwitserland   | Tussen: Honduras - Zwitserland (0 - 3)                     |
| Minste gele kaarten in een wedstrijd                     | 1× geel          | Ecuador en Frankrijk      | Tussen: Ecuador - Frankrijk (0 - 0)                        |
| Minste gele kaarten in een wedstrijd                     | 1× geel          | Frankrijk en Nigeria      | Tussen: Frankrijk - Nigeria (2 - 0)                        |
| Minste gele kaarten in een wedstrijd                     | 1× geel          | Brazilië en Duitsland     | Tussen: Brazilië - Duitsland (1 - 7)                       |

## Man of the Match
| Aantal              | Naam                | Uitkomend voor        | Tegenstander                                        |
| ------------------- | ------------------- | --------------------- | --------------------------------------------------- |
| 4× Man of the Match | Lionel Messi        | Argentinië            | Bosnië en Herzegovina, Iran, Nigeria en Zwitserland |
| 3× Man of the Match | James Rodríguez     | Colombia              | Griekenland, Ivoorkust en Uruguay                   |
| 3× Man of the Match | Arjen Robben        | Nederland             | Australië, Chili en Brazilië                        |
| 3× Man of the Match | Keylor Navas        | Costa Rica            | Engeland, Griekenland en Nederland                  |
| 2× Man of the Match | Neymar              | Brazilië              | Kroatië en Kameroen                                 |
| 2× Man of the Match | Karim Benzema       | Frankrijk             | Honduras en Zwitserland                             |
| 2× Man of the Match | Thomas Müller       | Duitsland             | Portugal en Verenigde Staten                        |
| 2× Man of the Match | Mario Götze         | Duitsland             | Ghana en Argentinië                                 |
| 2× Man of the Match | Xherdan Shaqiri     | Zwitserland           | Ecuador en Honduras                                 |
| 2× Man of the Match | Islam Slimani       | Algerije              | Zuid-Korea en Rusland                               |
| 2× Man of the Match | Guillermo Ochoa     | Mexico                | Brazilië en Nederland                               |
| 2× Man of the Match | Tim Howard          | Verenigde Staten      | Portugal en België                                  |
| 1× Man of the Match | David Villa         | Spanje                | Australië                                           |
| 1× Man of the Match | Gonzalo Higuaín     | Argentinië            | België                                              |
| 1× Man of the Match | Sergio Romero       | Argentinië            | Nederland                                           |
| 1× Man of the Match | Jackson Martínez    | Colombia              | Japan                                               |
| 1× Man of the Match | Enner Valencia      | Ecuador               | Honduras                                            |
| 1× Man of the Match | Alexander Domínguez | Ecuador               | Frankrijk                                           |
| 1× Man of the Match | David Luiz          | Brazilië              | Colombia                                            |
| 1× Man of the Match | Júlio César         | Brazilië              | Chili                                               |
| 1× Man of the Match | Mario Balotelli     | Italië                | Engeland                                            |
| 1× Man of the Match | Gianluigi Buffon    | Italië                | Uruguay                                             |
| 1× Man of the Match | Kevin De Bruyne     | België                | Algerije                                            |
| 1× Man of the Match | Eden Hazard         | België                | Rusland                                             |
| 1× Man of the Match | Jan Vertonghen      | België                | Zuid-Korea                                          |
| 1× Man of the Match | Joel Campbell       | Costa Rica            | Uruguay                                             |
| 1× Man of the Match | Bryan Ruiz          | Costa Rica            | Italië                                              |
| 1× Man of the Match | Clint Dempsey       | Verenigde Staten      | Ghana                                               |
| 1× Man of the Match | John Obi Mikel      | Nigeria               | Iran                                                |
| 1× Man of the Match | Peter Odemwingie    | Nigeria               | Bosnië                                              |
| 1× Man of the Match | Mats Hummels        | Duitsland             | Frankrijk                                           |
| 1× Man of the Match | Toni Kroos          | Duitsland             | Brazilië                                            |
| 1× Man of the Match | Robin van Persie    | Nederland             | Spanje                                              |
| 1× Man of the Match | Alexis Sánchez      | Chili                 | Australië                                           |
| 1× Man of the Match | Eduardo Vargas      | Chili                 | Spanje                                              |
| 1× Man of the Match | Giovani dos Santos  | Mexico                | Kameroen                                            |
| 1× Man of the Match | Rafael Márquez      | Mexico                | Kroatië                                             |
| 1× Man of the Match | Son Heung-min       | Zuid-Korea            | Rusland                                             |
| 1× Man of the Match | Yaya Touré          | Ivoorkust             | Japan                                               |
| 1× Man of the Match | Mario Mandžukić     | Kroatië               | Kameroen                                            |
| 1× Man of the Match | Luis Suárez         | Uruguay               | Engeland                                            |
| 1× Man of the Match | Keisuke Honda       | Japan                 | Griekenland                                         |
| 1× Man of the Match | Edin Džeko          | Bosnië en Herzegovina | Iran                                                |
| 1× Man of the Match | Georgios Samaras    | Griekenland           | Ivoorkust                                           |
| 1× Man of the Match | Cristiano Ronaldo   | Portugal              | Ghana                                               |
| 1× Man of the Match | Paul Pogba          | Frankrijk             | Nigeria                                             |
| 1× Man of the Match | Raïs M'Bolhi        | Algerije              | Duitsland                                           |

## Doel schoongehouden
| Aantal             | Naam             | Uitkomend voor | Tegenstander                                         |
| ------------------ | ---------------- | -------------- | ---------------------------------------------------- |
| 4× schoon gehouden | Jasper Cillessen | Nederland      | Chili, Costa Rica, Argentinië en Brazilië            |
| 4× schoon gehouden | Sergio Romero    | Argentinië     | Iran, Zwitserland, België en Nederland               |
| 4× schoon gehouden | Manuel Neuer     | Duitsland      | Portugal, Verenigde Staten , Frankrijk en Argentinië |
| 3× schoon gehouden | Hugo Lloris      | Frankrijk      | Honduras, Ecuador en Nigeria                         |
| 3× schoon gehouden | Keylor Navas     | Costa Rica     | Italië, Engeland en Nederland                        |
| 2× schoon gehouden | Guillermo Ochoa  | Mexico         | Kameroen en Brazilië                                 |
| 2× schoon gehouden | Thibaut Courtois | België         | Rusland en Zuid-Korea                                |
| 2× schoon gehouden | David Ospina     | Colombia       | Griekenland en Uruguay                               |
| 2× schoon gehouden | Vincent Enyeama  | Nigeria        | Iran en Bosnië                                       |
| 2× schoon gehouden | Orestis Karnezis | Griekenland    | Japan en Ivoorkust                                   |
| 1× schoon gehouden | Tim Krul         | Nederland      | Costa Rica                                           |
| 1× schoon gehouden | Michel Vorm      | Nederland      | Brazilië                                             |
| 1× schoon gehouden | Júlio César      | Brazilië       | Mexico                                               |
| 1× schoon gehouden | Pepe Reina       | Spanje         | Australië                                            |
| 1× schoon gehouden | Faryd Mondragón  | Colombia       | Japan                                                |
| 1× schoon gehouden | Domínguez        | Ecuador        | Frankrijk                                            |
| 1× schoon gehouden | Claudio Bravo    | Chili          | Spanje                                               |
| 1× schoon gehouden | Eduardo Carvalho | Portugal       | Ghana                                                |
| 1× schoon gehouden | Alireza Haghighi | Iran           | Nigeria                                              |
| 1× schoon gehouden | Stipe Pletikosa  | Kroatië        | Kameroen                                             |
| 1× schoon gehouden | Eiji Kawashima   | Japan          | Griekenland                                          |
| 1× schoon gehouden | Ben Foster       | Engeland       | Costa Rica                                           |
| 1× schoon gehouden | Fernando Muslera | Uruguay        | Italië                                               |
| 1× schoon gehouden | Diego Benaglio   | Zwitserland    | Honduras                                             |

## Gele en rode kaarten

### Per wedstrijd
| Datum                                                                                       | Wedstrijd                                                                                   | Uitslag                                                                                     | Competitie                                                                                  | Scheidsrechter                                                                              | Alles |     |   |   |
| ------------------------------------------------------------------------------------------- | ------------------------------------------------------------------------------------------- | ------------------------------------------------------------------------------------------- | ------------------------------------------------------------------------------------------- | ------------------------------------------------------------------------------------------- | ----- | --- | - | - |
| 12 juni 22:00                                                                               | Brazilië – Kroatië                                                                          | 3 – 1                                                                                       | Wereldkampioenschap 2014 - Groepsfase (A)                                                   | Yuichi Nishimura                                                                            | 4     | 4   | 0 | 0 |
| 13 juni 18:00                                                                               | Mexico – Kameroen                                                                           | 1 – 0                                                                                       | Wereldkampioenschap 2014 - Groepsfase (A)                                                   | Wilmar Roldán                                                                               | 2     | 2   | 0 | 0 |
| 13 juni 21:00                                                                               | Spanje – Nederland                                                                          | 1 – 5                                                                                       | Wereldkampioenschap 2014 - Groepsfase (B)                                                   | Nicola Rizzoli                                                                              | 4     | 4   | 0 | 0 |
| 14 juni 00:00                                                                               | Chili – Australië                                                                           | 3 – 1                                                                                       | Wereldkampioenschap 2014 - Groepsfase (B)                                                   | Noumandiez Doué                                                                             | 4     | 4   | 0 | 0 |
| 14 juni 18:00                                                                               | Colombia – Griekenland                                                                      | 3 – 0                                                                                       | Wereldkampioenschap 2014 - Groepsfase (C)                                                   | Mark Geiger                                                                                 | 3     | 3   | 0 | 0 |
| 14 juni 21:00                                                                               | Uruguay – Costa Rica                                                                        | 1 – 3                                                                                       | Wereldkampioenschap 2014 - Groepsfase (D)                                                   | Felix Brych                                                                                 | 4     | 3   | 0 | 1 |
| 15 juni 00:00                                                                               | Engeland – Italië                                                                           | 1 – 2                                                                                       | Wereldkampioenschap 2014 - Groepsfase (D)                                                   | Björn Kuipers                                                                               | 1     | 1   | 0 | 0 |
| 15 juni 03:00                                                                               | Ivoorkust – Japan                                                                           | 2 – 1                                                                                       | Wereldkampioenschap 2014 - Groepsfase (C)                                                   | Enrique Osses                                                                               | 4     | 4   | 0 | 0 |
| 15 juni 18:00                                                                               | Zwitserland – Ecuador                                                                       | 2 – 1                                                                                       | Wereldkampioenschap 2014 - Groepsfase (E)                                                   | Ravshan Irmatov                                                                             | 2     | 2   | 0 | 0 |
| 15 juni 21:00                                                                               | Frankrijk – Honduras                                                                        | 3 – 0                                                                                       | Wereldkampioenschap 2014 - Groepsfase (E)                                                   | Sandro Ricci                                                                                | 8     | 7   | 1 | 0 |
| 16 juni 00:00                                                                               | Argentinië – Bosnië en Herzegovina                                                          | 2 – 1                                                                                       | Wereldkampioenschap 2014 - Groepsfase (F)                                                   | Joel Aguilar                                                                                | 2     | 2   | 0 | 0 |
| 16 juni 18:00                                                                               | Duitsland – Portugal                                                                        | 4 – 0                                                                                       | Wereldkampioenschap 2014 - Groepsfase (G)                                                   | Milorad Mažić                                                                               | 2     | 1   | 0 | 1 |
| 16 juni 21:00                                                                               | Iran – Nigeria                                                                              | 0 – 0                                                                                       | Wereldkampioenschap 2014 - Groepsfase (F)                                                   | Carlos Vera                                                                                 | 1     | 1   | 0 | 0 |
| 17 juni 00:00                                                                               | Ghana – Verenigde Staten                                                                    | 1 – 2                                                                                       | Wereldkampioenschap 2014 - Groepsfase (G)                                                   | Jonas Eriksson                                                                              | 2     | 2   | 0 | 0 |
| 17 juni 18:00                                                                               | België – Algerije                                                                           | 2 – 1                                                                                       | Wereldkampioenschap 2014 - Groepsfase (H)                                                   | Marco Rodríguez                                                                             | 2     | 2   | 0 | 0 |
| 17 juni 21:00                                                                               | Brazilië – Mexico                                                                           | 0 – 0                                                                                       | Wereldkampioenschap 2014 - Groepsfase (A)                                                   | Cüneyt Çakır                                                                                | 4     | 4   | 0 | 0 |
| 18 juni 00:00                                                                               | Rusland – Zuid-Korea                                                                        | 1 – 1                                                                                       | Wereldkampioenschap 2014 - Groepsfase (H)                                                   | Néstor Pitana                                                                               | 4     | 4   | 0 | 0 |
| 18 juni 18:00                                                                               | Australië – Nederland                                                                       | 2 – 3                                                                                       | Wereldkampioenschap 2014 - Groepsfase (B)                                                   | Djamel Haimoudi                                                                             | 2     | 2   | 0 | 0 |
| 18 juni 21:00                                                                               | Spanje – Chili                                                                              | 0 – 2                                                                                       | Wereldkampioenschap 2014 - Groepsfase (B)                                                   | Mark Geiger                                                                                 | 3     | 3   | 0 | 0 |
| 19 juni 00:00                                                                               | Kameroen – Kroatië                                                                          | 0 – 4                                                                                       | Wereldkampioenschap 2014 - Groepsfase (A)                                                   | Pedro Proença                                                                               | 2     | 1   | 0 | 1 |
| 19 juni 18:00                                                                               | Colombia – Ivoorkust                                                                        | 2 – 1                                                                                       | Wereldkampioenschap 2014 - Groepsfase (C)                                                   | Howard Webb                                                                                 | 2     | 2   | 0 | 0 |
| 19 juni 21:00                                                                               | Uruguay – Engeland                                                                          | 2 – 1                                                                                       | Wereldkampioenschap 2014 - Groepsfase (D)                                                   | Carlos Velasco                                                                              | 2     | 2   | 0 | 0 |
| 20 juni 00:00                                                                               | Japan – Griekenland                                                                         | 0 – 0                                                                                       | Wereldkampioenschap 2014 - Groepsfase (C)                                                   | Joel Aguilar                                                                                | 6     | 5   | 1 | 0 |
| 20 juni 18:00                                                                               | Italië – Costa Rica                                                                         | 0 – 1                                                                                       | Wereldkampioenschap 2014 - Groepsfase (D)                                                   | Enrique Osses                                                                               | 2     | 2   | 0 | 0 |
| 20 juni 21:00                                                                               | Zwitserland – Frankrijk                                                                     | 2 – 5                                                                                       | Wereldkampioenschap 2014 - Groepsfase (E)                                                   | Björn Kuipers                                                                               | 1     | 1   | 0 | 0 |
| 21 juni 00:00                                                                               | Honduras – Ecuador                                                                          | 1 – 2                                                                                       | Wereldkampioenschap 2014 - Groepsfase (E)                                                   | Ben Williams                                                                                | 5     | 5   | 0 | 0 |
| 21 juni 18:00                                                                               | Argentinië – Iran                                                                           | 1 – 0                                                                                       | Wereldkampioenschap 2014 - Groepsfase (F)                                                   | Milorad Mažić                                                                               | 2     | 2   | 0 | 0 |
| 21 juni 21:00                                                                               | Duitsland – Ghana                                                                           | 2 – 2                                                                                       | Wereldkampioenschap 2014 - Groepsfase (G)                                                   | Sandro Ricci                                                                                | 1     | 1   | 0 | 0 |
| 22 juni 00:00                                                                               | Nigeria – Bosnië en Herzegovina                                                             | 1 – 0                                                                                       | Wereldkampioenschap 2014 - Groepsfase (F)                                                   | Peter O'Leary                                                                               | 2     | 2   | 0 | 0 |
| 22 juni 18:00                                                                               | België – Rusland                                                                            | 1 – 0                                                                                       | Wereldkampioenschap 2014 - Groepsfase (H)                                                   | Felix Brych                                                                                 | 3     | 3   | 0 | 0 |
| 22 juni 21:00                                                                               | Zuid-Korea – Algerije                                                                       | 2 – 4                                                                                       | Wereldkampioenschap 2014 - Groepsfase (H)                                                   | Wilmar Roldán                                                                               | 3     | 3   | 0 | 0 |
| 23 juni 00:00                                                                               | Verenigde Staten – Portugal                                                                 | 2 – 2                                                                                       | Wereldkampioenschap 2014 - Groepsfase (G)                                                   | Néstor Pitana                                                                               | 1     | 1   | 0 | 0 |
| 23 juni 18:00                                                                               | Australië – Spanje                                                                          | 0 – 3                                                                                       | Wereldkampioenschap 2014 - Groepsfase (B)                                                   | Nawaf Shukralla                                                                             | 3     | 3   | 0 | 0 |
| 23 juni 18:00                                                                               | Nederland – Chili                                                                           | 2 – 0                                                                                       | Wereldkampioenschap 2014 - Groepsfase (B)                                                   | Bakary Gassama                                                                              | 2     | 2   | 0 | 0 |
| 23 juni 22:00                                                                               | Kameroen – Brazilië                                                                         | 1 – 4                                                                                       | Wereldkampioenschap 2014 - Groepsfase (A)                                                   | Jonas Eriksson                                                                              | 3     | 3   | 0 | 0 |
| 23 juni 22:00                                                                               | Kroatië – Mexico                                                                            | 1 – 3                                                                                       | Wereldkampioenschap 2014 - Groepsfase (A)                                                   | Ravshan Irmatov                                                                             | 4     | 3   | 0 | 1 |
| 24 juni 18:00                                                                               | Costa Rica – Engeland                                                                       | 0 – 0                                                                                       | Wereldkampioenschap 2014 - Groepsfase (D)                                                   | Djamel Haimoudi                                                                             | 3     | 3   | 0 | 0 |
| 24 juni 18:00                                                                               | Italië – Uruguay                                                                            | 0 – 1                                                                                       | Wereldkampioenschap 2014 - Groepsfase (D)                                                   | Marco Rodríguez                                                                             | 5     | 4   | 0 | 1 |
| 24 juni 22:00                                                                               | Griekenland – Ivoorkust                                                                     | 2 – 1                                                                                       | Wereldkampioenschap 2014 - Groepsfase (C)                                                   | Carlos Vera                                                                                 | 3     | 3   | 0 | 0 |
| 24 juni 22:00                                                                               | Japan – Colombia                                                                            | 1 – 4                                                                                       | Wereldkampioenschap 2014 - Groepsfase (C)                                                   | Pedro Proença                                                                               | 2     | 2   | 0 | 0 |
| 25 juni 18:00                                                                               | Nigeria – Argentinië                                                                        | 2 – 3                                                                                       | Wereldkampioenschap 2014 - Groepsfase (F)                                                   | Nicola Rizzoli                                                                              | 2     | 2   | 0 | 0 |
| 25 juni 18:00                                                                               | Bosnië en Herzegovina – Iran                                                                | 3 – 1                                                                                       | Wereldkampioenschap 2014 - Groepsfase (F)                                                   | Carlos Velasco                                                                              | 2     | 2   | 0 | 0 |
| 25 juni 22:00                                                                               | Honduras – Zwitserland                                                                      | 0 – 3                                                                                       | Wereldkampioenschap 2014 - Groepsfase (E)                                                   | Néstor Pitana                                                                               | 1     | 1   | 0 | 0 |
| 25 juni 22:00                                                                               | Ecuador – Frankrijk                                                                         | 0 – 0                                                                                       | Wereldkampioenschap 2014 - Groepsfase (E)                                                   | Noumandiez Doué                                                                             | 2     | 1   | 0 | 1 |
| 26 juni 18:00                                                                               | Verenigde Staten – Duitsland                                                                | 0 – 1                                                                                       | Wereldkampioenschap 2014 - Groepsfase (G)                                                   | Ravshan Irmatov                                                                             | 3     | 3   | 0 | 0 |
| 26 juni 18:00                                                                               | Portugal – Ghana                                                                            | 2 – 1                                                                                       | Wereldkampioenschap 2014 - Groepsfase (G)                                                   | Nawaf Shukralla                                                                             | 4     | 4   | 0 | 0 |
| 26 juni 22:00                                                                               | Algerije – Rusland                                                                          | 1 – 1                                                                                       | Wereldkampioenschap 2014 - Groepsfase (H)                                                   | Cüneyt Çakır                                                                                | 5     | 5   | 0 | 0 |
| 26 juni 22:00                                                                               | Zuid-Korea – België                                                                         | 0 – 1                                                                                       | Wereldkampioenschap 2014 - Groepsfase (H)                                                   | Ben Williams                                                                                | 3     | 2   | 0 | 1 |
| Subtotaal (48 wedstrijden) in de groepsfase                                                 | Subtotaal (48 wedstrijden) in de groepsfase                                                 | Subtotaal (48 wedstrijden) in de groepsfase                                                 | Subtotaal (48 wedstrijden) in de groepsfase                                                 | Subtotaal (48 wedstrijden) in de groepsfase                                                 | 137   | 128 | 2 | 7 |
| 28 juni 18:00                                                                               | Brazilië – Chili                                                                            | Na strafschoppen: 1 – 1 (3 - 2)                                                             | Wereldkampioenschap 2014 - achtste finales                                                  | Howard Webb                                                                                 | 7     | 7   | 0 | 0 |
| 28 juni 22:00                                                                               | Colombia – Uruguay                                                                          | 2 – 0                                                                                       | Wereldkampioenschap 2014 - achtste finales                                                  | Björn Kuipers                                                                               | 3     | 3   | 0 | 0 |
| 29 juni 18:00                                                                               | Nederland – Mexico                                                                          | 2 – 1                                                                                       | Wereldkampioenschap 2014 - achtste finales                                                  | Pedro Proença                                                                               | 3     | 3   | 0 | 0 |
| 29 juni 22:00                                                                               | Costa Rica – Griekenland                                                                    | Na strafschoppen: 1 – 1 (5 - 3)                                                             | Wereldkampioenschap 2014 - achtste finales                                                  | Ben Williams                                                                                | 9     | 8   | 1 | 0 |
| 30 juni 18:00                                                                               | Frankrijk – Nigeria                                                                         | 2 – 0                                                                                       | Wereldkampioenschap 2014 - achtste finales                                                  | Mark Geiger                                                                                 | 1     | 1   | 0 | 0 |
| 30 juni 22:00                                                                               | Duitsland – Algerije                                                                        | Na verlenging: 2 – 1                                                                        | Wereldkampioenschap 2014 - achtste finales                                                  | Sandro Ricci                                                                                | 2     | 2   | 0 | 0 |
| 1 juli 18:00                                                                                | Argentinië – Zwitserland                                                                    | Na verlenging: 1 – 0                                                                        | Wereldkampioenschap 2014 - achtste finales                                                  | Jonas Eriksson                                                                              | 5     | 5   | 0 | 0 |
| 1 juli 22:00                                                                                | België – Verenigde Staten                                                                   | Na verlenging: 2 – 1                                                                        | Wereldkampioenschap 2014 - achtste finales                                                  | Djamel Haimoudi                                                                             | 2     | 2   | 0 | 0 |
| Subtotaal (8 wedstrijden) in de achtste finales                                             | Subtotaal (8 wedstrijden) in de achtste finales                                             | Subtotaal (8 wedstrijden) in de achtste finales                                             | Subtotaal (8 wedstrijden) in de achtste finales                                             | Subtotaal (8 wedstrijden) in de achtste finales                                             | 32    | 31  | 1 | 0 |
| Subtotaal (56 wedstrijden) in de groepsfase en achtste finales                              | Subtotaal (56 wedstrijden) in de groepsfase en achtste finales                              | Subtotaal (56 wedstrijden) in de groepsfase en achtste finales                              | Subtotaal (56 wedstrijden) in de groepsfase en achtste finales                              | Subtotaal (56 wedstrijden) in de groepsfase en achtste finales                              | 169   | 159 | 3 | 7 |
| 4 juli 18:00                                                                                | Frankrijk - Duitsland                                                                       | 0 – 1                                                                                       | Wereldkampioenschap 2014 - kwartfinales                                                     | Néstor Pitana                                                                               | 2     | 2   | 0 | 0 |
| 4 juli 22:00                                                                                | Brazilië – Colombia                                                                         | 2 – 1                                                                                       | Wereldkampioenschap 2014 - kwartfinales                                                     | Carlos Velasco                                                                              | 4     | 4   | 0 | 0 |
| 5 juli 18:00                                                                                | Argentinië – België                                                                         | 1 – 0                                                                                       | Wereldkampioenschap 2014 - kwartfinales                                                     | Nicola Rizzoli                                                                              | 3     | 3   | 0 | 0 |
| 5 juli 22:00                                                                                | Nederland – Costa Rica                                                                      | Na strafschoppen: 0 – 0 (4 - 3)                                                             | Wereldkampioenschap 2014 - kwartfinales                                                     | Ravshan Irmatov                                                                             | 6     | 6   | 0 | 0 |
| Subtotaal (4 wedstrijden) in de kwartfinales                                                | Subtotaal (4 wedstrijden) in de kwartfinales                                                | Subtotaal (4 wedstrijden) in de kwartfinales                                                | Subtotaal (4 wedstrijden) in de kwartfinales                                                | Subtotaal (4 wedstrijden) in de kwartfinales                                                | 15    | 15  | 0 | 0 |
| Subtotaal (60 wedstrijden) in de groepsfase, achtste finales en kwartfinales                | Subtotaal (60 wedstrijden) in de groepsfase, achtste finales en kwartfinales                | Subtotaal (60 wedstrijden) in de groepsfase, achtste finales en kwartfinales                | Subtotaal (60 wedstrijden) in de groepsfase, achtste finales en kwartfinales                | Subtotaal (60 wedstrijden) in de groepsfase, achtste finales en kwartfinales                | 184   | 174 | 3 | 7 |
| 8 juli 22:00                                                                                | Brazilië – Duitsland                                                                        | 1 – 7                                                                                       | Wereldkampioenschap 2014 - halve finales                                                    | Marco Rodríguez                                                                             | 1     | 1   | 0 | 0 |
| 9 juli 22:00                                                                                | Nederland – Argentinië                                                                      | Na strafschoppen: 0 – 0 (2 - 4)                                                             | Wereldkampioenschap 2014 - halve finales                                                    | Cüneyt Çakır                                                                                | 3     | 3   | 0 | 0 |
| Subtotaal (2 wedstrijden) in de halve finales                                               | Subtotaal (2 wedstrijden) in de halve finales                                               | Subtotaal (2 wedstrijden) in de halve finales                                               | Subtotaal (2 wedstrijden) in de halve finales                                               | Subtotaal (2 wedstrijden) in de halve finales                                               | 4     | 4   | 0 | 0 |
| Subtotaal (62 wedstrijden) in de groepsfase, achtste finales, kwartfinales en halve finales | Subtotaal (62 wedstrijden) in de groepsfase, achtste finales, kwartfinales en halve finales | Subtotaal (62 wedstrijden) in de groepsfase, achtste finales, kwartfinales en halve finales | Subtotaal (62 wedstrijden) in de groepsfase, achtste finales, kwartfinales en halve finales | Subtotaal (62 wedstrijden) in de groepsfase, achtste finales, kwartfinales en halve finales | 188   | 178 | 3 | 7 |
| 12 juli 22:00                                                                               | Brazilië – Nederland                                                                        | 0 – 3                                                                                       | Wereldkampioenschap 2014 - troostfinale                                                     | Djamel Haimoudi                                                                             | 5     | 5   | 0 | 0 |
| 13 juli 21:00                                                                               | Duitsland – Argentinië                                                                      | Na verlenging: 1 – 0                                                                        | Wereldkampioenschap 2014 - finale                                                           | Nicola Rizzoli                                                                              | 4     | 4   |   |   |
| Subtotaal (2 wedstrijden) in de finales                                                     | Subtotaal (2 wedstrijden) in de finales                                                     | Subtotaal (2 wedstrijden) in de finales                                                     | Subtotaal (2 wedstrijden) in de finales                                                     | Subtotaal (2 wedstrijden) in de finales                                                     | 9     | 9   | 0 | 0 |
| Totaal (64 wedstrijden) op het wereldkampioenschap voetbal 2014                             | Totaal (64 wedstrijden) op het wereldkampioenschap voetbal 2014                             | Totaal (64 wedstrijden) op het wereldkampioenschap voetbal 2014                             | Totaal (64 wedstrijden) op het wereldkampioenschap voetbal 2014                             | Totaal (64 wedstrijden) op het wereldkampioenschap voetbal 2014                             | 197   | 187 | 3 | 7 |

### Per scheidsrechter
| Scheidsrechter   | Wed. |   |    | Reden                    | Pen. |
| ---------------- | ---- | - | -- | ------------------------ | ---- |
| Ravshan Irmatov  | 4    | 1 | 14 | Meteen rood              | 0    |
| Nicola Rizzoli   | 4    | 0 | 13 |                          | 1    |
| Djamel Haimoudi  | 4    | 0 | 12 |                          | 2    |
| Néstor Pitana    | 4    | 0 | 8  |                          | 0    |
| Ben Williams     | 3    | 2 | 15 | Meteen rood 2e keer geel | 0    |
| Sandro Ricci     | 3    | 1 | 10 | 2e keer geel             | 1    |
| Pedro Proença    | 3    | 1 | 6  | Meteen rood              | 2    |
| Cüneyt Çakır     | 3    | 0 | 12 |                          | 0    |
| Jonas Eriksson   | 3    | 0 | 10 |                          | 0    |
| Carlos Velasco   | 3    | 0 | 8  |                          | 1    |
| Marco Rodríguez  | 3    | 1 | 7  | Meteen rood              | 1    |
| Mark Geiger      | 3    | 0 | 7  |                          | 0    |
| Björn Kuipers    | 3    | 0 | 5  |                          | 1    |
| Joel Aguilar     | 2    | 1 | 7  | 2e keer geel             | 0    |
| Felix Brych      | 2    | 1 | 6  | Meteen rood              | 1    |
| Noumandiez Doué  | 2    | 1 | 5  | Meteen rood              | 0    |
| Milorad Mažić    | 2    | 1 | 3  | Meteen rood              | 1    |
| Howard Webb      | 2    | 0 | 9  |                          | 0    |
| Nawaf Shukralla  | 2    | 0 | 7  |                          | 0    |
| Enrique Osses    | 2    | 0 | 6  |                          | 0    |
| Wilmar Roldán    | 2    | 0 | 5  |                          | 0    |
| Carlos Vera      | 2    | 0 | 4  |                          | 1    |
| Yuichi Nishimura | 1    | 0 | 4  |                          | 1    |
| Peter O'Leary    | 1    | 0 | 2  |                          | 0    |
| Bakary Gassama   | 1    | 0 | 2  |                          | 0    |

### Per speler
| Speler             | Reden schorsing                                              | Geschorst voor | Speelt niet in wedstrijd                                        | Wedstrijd uitgezeten |
| ------------------ | ------------------------------------------------------------ | -------------- | --------------------------------------------------------------- | -------------------- |
| Luis Suárez        | een kaart voor het bijten van speler tegen Italië            | 9 wedstrijden  | vs. Colombia (+ 4 maanden voetbalverbod en een geldboete)       | ja Buiten WK         |
| Alex Song          | Rechtstreeks rood in de wedstrijd tegen Kroatië              | 3 wedstrijden  | vs. Brazilië vs. 2 landen; kwalificatie Afrikaans kampioenschap | ja Buiten WK         |
| Ante Rebić         | Rechtstreeks rood in de wedstrijd tegen Mexico               | Uitgeschakeld  |                                                                 | ja                   |
| Antonio Valencia   | Rechtstreeks rood in de wedstrijd tegen Frankrijk            | Uitgeschakeld  |                                                                 | ja                   |
| Marcos Rojo        | 2e keer geel in het toernooi tegen Zwitserland               | 1 wedstrijd    | vs. België                                                      | ja                   |
| Luiz Gustavo       | 2e keer geel in het toernooi tegen Chili                     | 1 wedstrijd    | vs. Colombia                                                    | ja                   |
| Thiago Silva       | 2e keer geel in het toernooi tegen Colombia                  | 1 wedstrijd    | vs. Duitsland                                                   | ja                   |
| Steven Defour      | Rechtstreeks rood in de wedstrijd tegen Zuid-Korea           | 1 wedstrijd    | vs. Verenigde Staten                                            | ja                   |
| José Juan Vázquez  | 2e keer geel in het toernooi tegen Kroatië                   | 1 wedstrijd    | vs. Nederland                                                   | ja                   |
| Sulley Muntari     | 2e keer geel in het toernooi tegen Duitsland                 | 1 wedstrijd    | vs. Portugal                                                    | ja                   |
| Yohan Cabaye       | 2e keer geel in het toernooi tegen Zwitserland               | 1 wedstrijd    | vs. Ecuador                                                     | ja                   |
| Óscar Duarte       | 2e keer geel in de wedstrijd tegen Griekenland               | 1 wedstrijd    | vs. Nederland                                                   | ja                   |
| Rafael Márquez     | 2e keer geel in het toernooi tegen Nederland                 | Uitgeschakeld  |                                                                 | ja                   |
| Paul Aguilar       | 2e keer geel in het toernooi tegen Nederland                 | Uitgeschakeld  |                                                                 | ja                   |
| Diego Lugano       | 2e keer geel in het toernooi tegen Colombia                  | Uitgeschakeld  |                                                                 | ja                   |
| Eugenio Mena       | 2e keer geel in het toernooi tegen Brazilië                  | Uitgeschakeld  |                                                                 | ja                   |
| Toby Alderweireld  | 2e keer geel in het toernooi tegen Argentinië                | Uitgeschakeld  |                                                                 | ja                   |
| Giancarlo González | 2e keer geel in het toernooi tegen Nederland                 | Uitgeschakeld  |                                                                 | ja                   |
| Fredy Guarín       | 2e keer geel in een wedstrijd in kwalificatie tegen Paraguay | 1 wedstrijd    | vs. Griekenland                                                 | ja                   |
| Mario Mandžukić    | 2e keer geel in een wedstrijd in kwalificatie tegen IJsland  | 1 wedstrijd    | vs. Kroatië                                                     | ja                   |
| Francisco Silva    | 2e keer geel in het toernooi tegen Brazilië                  | Uitgeschakeld  |                                                                 | ja                   |
| Mile Jedinak       | 2e keer geel in het toernooi tegen Spanje                    | Uitgeschakeld  |                                                                 | ja                   |
| Didier Zokora      | 2e keer geel in het toernooi tegen Colombia                  | 1 wedstrijd    | vs. Griekenland                                                 | ja                   |
| Kostas Katsouranis | 2e keer geel in de wedstrijd tegen Japan                     | 1 wedstrijd    | vs. Ivoorkust                                                   | ja                   |
| Robin van Persie   | 2e keer geel in het toernooi tegen Australië                 | 1 wedstrijd    | vs. Chili                                                       | ja                   |
| Tim Cahill         | 2e keer geel in het toernooi tegen Nederland                 | 1 wedstrijd    | vs. Spanje                                                      | ja                   |
| Pepe               | Rechtstreeks rood in de wedstrijd tegen Duitsland            | 1 wedstrijd    | vs. Verenigde Staten                                            | ja                   |
| Wilson Palacios    | 2e keer geel in de wedstrijd tegen Frankrijk                 | 1 wedstrijd    | vs. Ecuador                                                     | ja                   |
| Maxi Pereira       | Rechtstreeks rood in de wedstrijd tegen Costa Rica           | 1 wedstrijd    | vs. Engeland                                                    | ja                   |
| Claudio Marchisio  | Rechtstreeks rood in de wedstrijd tegen Uruguay              | Buiten WK      | vs. Noorwegen (kwalificatie voor het EK 2016)                   | Buiten WK            |
| Mario Balotelli    | 2e keer geel in het toernooi tegen Uruguay                   | Buiten WK      | vs. Noorwegen (kwalificatie voor het EK 2016)                   | Buiten WK            |

## Doelpuntenmakers

### Doelpuntenmakers in het hele toernooi
Bijgewerkt tot en met de finale Duitsland - Argentinië (1 – 0) d.d. 13 juli, 22:00 Nederlandse tijd

### Knock-outfase
Bijgewerkt tot en met de halve finale Duitsland - Argentinië (1 – 0) d.d. 13 juli, 20:00 Nederlandse tijd

## Stand alle teams
Penalty's worden niet meegerekend in het eindklassement, mocht het na de verlenging nog gelijkspel staan, wordt het weergeven als een gelijkspel in de knock-outfase
| Nr. | Land                  | P  | GW | W | G | V | PT | PG   | VT | VG   | TT | TG   | ST  | SG    | DT | DG   | GT | GG   | RT | RG   | Ronde           |
| --- | --------------------- | -- | -- | - | - | - | -- | ---- | -- | ---- | -- | ---- | --- | ----- | -- | ---- | -- | ---- | -- | ---- | --------------- |
| 1.  | Duitsland             | G. | 7  | 6 | 1 | 0 | 19 | 2,71 | 18 | 2,57 | 5  | 0,71 | +13 | +1,86 | 4  | 0,57 | 6  | 0,86 | 0  | 0,00 | Finale          |
| 2.  | Argentinië            | F. | 7  | 5 | 1 | 1 | 16 | 2,29 | 8  | 1,14 | 4  | 0,57 | +4  | +0,57 | 4  | 0,57 | 8  | 1,14 | 0  | 0,00 | Finale          |
| 3.  | Nederland             | B. | 7  | 5 | 2 | 0 | 17 | 2,43 | 15 | 2,14 | 4  | 0,57 | +11 | +1,57 | 4  | 0,57 | 11 | 1,57 | 0  | 0,00 | 3e plaats       |
| 4.  | Brazilië              | A. | 7  | 3 | 2 | 2 | 11 | 1,57 | 11 | 1,57 | 14 | 2,00 | −3  | −0,43 | 1  | 0,14 | 14 | 2,00 | 0  | 0,00 | 4e plaats       |
| 5.  | Colombia              | C. | 5  | 4 | 0 | 1 | 12 | 2,40 | 12 | 2,40 | 4  | 0,80 | +8  | +1,60 | 2  | 0,40 | 3  | 0,75 | 0  | 0,00 | Kwartfinale     |
| 6.  | België                | H. | 5  | 4 | 0 | 1 | 12 | 2,40 | 6  | 1,20 | 3  | 0,60 | +3  | +0,60 | 2  | 0,50 | 7  | 1,40 | 1  | 0,25 | Kwartfinale     |
| 7.  | Frankrijk             | E. | 5  | 3 | 1 | 1 | 10 | 2,00 | 10 | 2,00 | 3  | 0,60 | +7  | +1,40 | 3  | 0,60 | 7  | 1,40 | 0  | 0,00 | Kwartfinale     |
| 8.  | Costa Rica            | D. | 5  | 2 | 3 | 0 | 9  | 1,80 | 5  | 1,00 | 2  | 0,40 | +3  | +0,60 | 3  | 0,60 | 12 | 2,40 | 1  | 0,25 | Kwartfinale     |
| 9.  | Chili                 | B. | 4  | 2 | 1 | 1 | 7  | 1,75 | 6  | 1,50 | 4  | 1,00 | +2  | +0,50 | 1  | 0,25 | 7  | 1,75 | 0  | 0,00 | Achtste finales |
| 10. | Mexico                | A. | 4  | 2 | 1 | 1 | 7  | 1,75 | 5  | 1,25 | 3  | 0,75 | +2  | +0,50 | 2  | 0,50 | 8  | 2,00 | 0  | 0,00 | Achtste finales |
| 11. | Zwitserland           | E. | 4  | 2 | 0 | 2 | 6  | 1,50 | 7  | 1,75 | 7  | 1,75 | 0   | 0,00  | 1  | 0,25 | 3  | 0,75 | 0  | 0,00 | Achtste finales |
| 12. | Uruguay               | D. | 4  | 2 | 0 | 2 | 6  | 1,50 | 4  | 1,00 | 6  | 1,50 | −2  | −0,50 | 1  | 0,25 | 8  | 2,00 | 1  | 0,25 | Achtste finales |
| 13. | Griekenland           | C. | 4  | 1 | 2 | 1 | 5  | 1,25 | 3  | 0,75 | 5  | 1,25 | −2  | −0,50 | 1  | 0,25 | 8  | 2,00 | 1  | 0,25 | Achtste finales |
| 14. | Algerije              | H. | 4  | 1 | 1 | 2 | 4  | 1,00 | 7  | 1,75 | 7  | 1,75 | 0   | 0,00  | 0  | 0,00 | 6  | 1,50 | 0  | 0,00 | Achtste finales |
| 15. | Verenigde Staten      | G. | 4  | 1 | 1 | 2 | 4  | 1,00 | 5  | 1,25 | 6  | 1,50 | −1  | −0,25 | 0  | 0,00 | 4  | 1,00 | 0  | 0,00 | Achtste finales |
| 16. | Nigeria               | F. | 4  | 1 | 1 | 2 | 4  | 1,00 | 3  | 0,75 | 5  | 1,25 | −2  | −0,50 | 2  | 0,50 | 3  | 0,75 | 0  | 0,00 | Achtste finales |
| 17. | Ecuador               | E. | 3  | 1 | 1 | 1 | 4  | 1,33 | 3  | 1,00 | 3  | 1,00 | 0   | 0,00  | 1  | 0,33 | 5  | 1,67 | 1  | 0,33 | Groepsfase      |
| 18. | Portugal              | G. | 3  | 1 | 1 | 1 | 4  | 1,33 | 4  | 1,33 | 7  | 2,33 | −3  | −1,00 | 0  | 0,00 | 2  | 0,67 | 1  | 0,33 | Groepsfase      |
| 19. | Bosnië en Herzegovina | F. | 3  | 1 | 0 | 2 | 3  | 1,00 | 4  | 1,33 | 4  | 1,33 | 0   | 0,00  | 0  | 0,00 | 3  | 1,00 | 0  | 0,00 | Groepsfase      |
| 20. | Italië                | D. | 3  | 1 | 0 | 2 | 3  | 1,00 | 2  | 0,67 | 3  | 1,00 | −1  | −0,33 | 0  | 0,00 | 3  | 1,00 | 1  | 0,33 | Groepsfase      |
| 21. | Spanje                | B. | 3  | 1 | 0 | 2 | 3  | 1,00 | 4  | 1,33 | 7  | 2,33 | −3  | −1,00 | 1  | 0,33 | 3  | 1,00 | 0  | 0,00 | Groepsfase      |
| 22. | Kroatië               | A. | 3  | 1 | 0 | 2 | 3  | 1,00 | 6  | 2,00 | 6  | 2,00 | 0   | 0,00  | 1  | 0,33 | 4  | 1,33 | 1  | 0,33 | Groepsfase      |
| 23. | Ivoorkust             | C. | 3  | 1 | 0 | 2 | 3  | 1,00 | 4  | 1,33 | 5  | 1,67 | −1  | −0,33 | 0  | 0,00 | 7  | 2,33 | 0  | 0,00 | Groepsfase      |
| 24. | Rusland               | H. | 3  | 0 | 2 | 1 | 2  | 0,67 | 2  | 0,67 | 3  | 1,00 | −1  | −0,33 | 0  | 0,00 | 4  | 1,33 | 0  | 0,00 | Groepsfase      |
| 25. | Engeland              | D. | 3  | 0 | 1 | 2 | 1  | 0,33 | 2  | 0,67 | 4  | 1,33 | −2  | −0,67 | 1  | 0,33 | 4  | 1,33 | 0  | 0,00 | Groepsfase      |
| 26. | Ghana                 | G. | 3  | 0 | 1 | 2 | 1  | 0,33 | 4  | 1,33 | 6  | 2,00 | −2  | −0,67 | 0  | 0,00 | 6  | 2,00 | 0  | 0,00 | Groepsfase      |
| 27. | Zuid-Korea            | H. | 3  | 0 | 1 | 2 | 1  | 0,33 | 3  | 1,00 | 6  | 2,00 | −3  | −1,00 | 0  | 0,00 | 6  | 2,00 | 0  | 0,00 | Groepsfase      |
| 28. | Iran                  | F. | 3  | 0 | 1 | 2 | 1  | 0,33 | 1  | 0,33 | 4  | 1,33 | −3  | −1,00 | 1  | 0,33 | 4  | 1,33 | 0  | 0,00 | Groepsfase      |
| 29. | Japan                 | C. | 3  | 0 | 1 | 2 | 1  | 0,33 | 2  | 0,67 | 6  | 2,00 | −4  | −1,33 | 1  | 0,33 | 4  | 1,33 | 0  | 0,00 | Groepsfase      |
| 30. | Australië             | B. | 3  | 0 | 0 | 3 | 0  | 0,00 | 3  | 1,00 | 9  | 3,00 | −6  | −2,00 | 0  | 0,00 | 6  | 2,00 | 0  | 0,00 | Groepsfase      |
| 31. | Honduras              | E. | 3  | 0 | 0 | 3 | 0  | 0,00 | 1  | 0,33 | 8  | 2,67 | −7  | −2,33 | 0  | 0,00 | 7  | 2,33 | 1  | 0,33 | Groepsfase      |
| 32. | Kameroen              | A. | 3  | 0 | 0 | 3 | 0  | 0,00 | 1  | 0,33 | 9  | 3,00 | −8  | −2,67 | 0  | 0,00 | 4  | 1,33 | 1  | 0,33 | Groepsfase      |

## FIFA-wereldranglijst
| Plek | Land                  | Punten | Wedstrijden gespeeld | Ranking juni | Punten juni | Punten +/- |
| ---- | --------------------- | ------ | -------------------- | ------------ | ----------- | ---------- |
| 1    | Duitsland             | 1724   | 7                    | 5e plek      | 1300        | +424       |
| 2    | België                | 1606   | 7                    | 2e plek      | 1175        | +431       |
| 3    | Nederland             | 1495   | 7                    | 15e plek     | 981         | +514       |
| 4    | Colombia              | 1492   | 5                    | 8e plek      | 1137        | +355       |
| 5    | Argentinië            | 1401   | 5                    | 11e plek     | 1074        | +327       |
| 6    | Uruguay               | 1330   | 4                    | 7e plek      | 1147        | +183       |
| 7    | Brazilië              | 1241   | 7                    | 3e plek      | 1242        | −1         |
| 8    | Spanje                | 1229   | 3                    | 1e plek      | 1485        | −256       |
| 9    | Zwitserland           | 1216   | 4                    | 6e plek      | 1149        | +67        |
| 10   | Frankrijk             | 1202   | 5                    | 17e plek     | 913         | +289       |
| 11   | Portugal              | 1148   | 3                    | 4e plek      | 1189        | −41        |
| 12   | Chili                 | 1098   | 4                    | 14e plek     | 1026        | +72        |
| 13   | Griekenland           | 1091   | 4                    | 12e plek     | 1064        | +27        |
| 14   | Italië                | 1056   | 3                    | 9e plek      | 1104        | −48        |
| 15   | Verenigde Staten      | 989    | 4                    | 13e plek     | 1035        | −46        |
| 16   | Costa Rica            | 986    | 5                    | 28e plek     | 762         | +224       |
| 17   | Kroatië               | 955    | 3                    | 18e plek     | 903         | +52        |
| 18   | Mexico                | 930    | 4                    | 20e plek     | 882         | +48        |
| 19   | Bosnië en Herzegovina | 917    | 3                    | 21e plek     | 873         | +34        |
| 20   | Engeland              | 911    | 3                    | 10e plek     | 1090        | −179       |
| 21   | Ecuador               | 901    | 3                    | 26e plek     | 791         | +110       |
| 23   | Rusland               | 897    | 3                    | 19e plek     | 893         | +4         |
| 24   | Algerije              | 872    | 4                    | 22e plek     | 858         | +14        |
| 25   | Ivoorkust             | 850    | 3                    | 23e plek     | 809         | +41        |
| 34   | Nigeria               | 664    | 4                    | 44e plek     | 640         | +4         |
| 38   | Ghana                 | 642    | 3                    | 37e plek     | 704         | −62        |
| 40   | Honduras              | 637    | 3                    | 33e plek     | 732         | −95        |
| 45   | Japan                 | 604    | 3                    | 46e plek     | 626         | −22        |
| 49   | Iran                  | 563    | 3                    | 43e plek     | 641         | −78        |
| 53   | Kameroen              | 520    | 3                    | 56e plek     | 558         | −38        |
| 56   | Zuid-Korea            | 501    | 3                    | 57e plek     | 547         | −46        |
| 75   | Australië             | 397    | 3                    | 62e plek     | 526         | −129       |

## Prijzen
| Prijs                      | Wereldkampioenschap voetbal 2014 | Wereldkampioenschap voetbal 2010                       |
| -------------------------- | -------------------------------- | ------------------------------------------------------ |
| Man of the match Award     | Lionel Messi                     | Wesley Sneijder                                        |
| Adidas Golden Ball Award   | Lionel Messi                     | Diego Forlán                                           |
| Adidas Silver Ball Award   | Thomas Müller                    | Wesley Sneijder                                        |
| Adidas Bronze Ball Award   | Arjen Robben                     | David Villa                                            |
| Adidas Golden Boot Award   | James Rodríguez                  | Diego Forlán David Villa Wesley Sneijder Thomas Müller |
| Adidas Golden Glove        | Manuel Neuer                     | Iker Casillas                                          |
| Hyundai Young Player Award | Paul Pogba                       | Thomas Müller                                          |
| Fair Play Award            | Colombia                         | Spanje                                                 |
| Wereldkampioen             | Duitsland                        | Spanje                                                 |

### Genomineerden
| Adidas Golden Ball         |              |                |                 |                   |               |             |       |       |       |      |      |
| Naam                       | Positie      | Interland      | Doelpunten int. | Huidige club      | Aan.          | Aan.        | DP.   | AS.   | GP.   | GLK. | RRD. |
| Ángel Di María             | Middenvelder | 52 interlands  | 10 doelpunten   | Real Madrid       | 5 wedstrijden | 423 minuten | 1     | 0     | 65,7% | 1    | 0    |
| Javier Mascherano          | Middenvelder | 104 interlands | 3 doelpunten    | FC Barcelona      | 6 wedstrijden | 600 minuten | 0     | 0     | 86,6% | 0    | 0    |
| Lionel Messi               | Aanvaller    | 92 interlands  | 42 doelpunten   | FC Barcelona      | 6 wedstrijden | 573 minuten | 4     | 1     | -     | 0    | 0    |
| Neymar                     | Aanvaller    | 54 interlands  | 35 doelpunten   | FC Barcelona      | 5 wedstrijden | 457 minuten | 4     | 1     | -     | 1    | 0    |
| James Rodríguez            | Middenvelder | 27 interlands  | 11 doelpunten   | AS Monaco         | 5 wedstrijden | 399 minuten | 6     | 2     | 69,0% | 1    | 0    |
| Arjen Robben               | Aanvaller    | 82 interlands  | 26 doelpunten   | Bayern München    | 7 wedstrijden | 690 minuten | 3     | 1     | -     | 1    | 0    |
| Thomas Müller              | Aanvaller    | 55 interlands  | 22 doelpunten   | Bayern München    | 6 wedstrijden | 562 minuten | 5     | 3     | -     | 0    | 0    |
| Philipp Lahm               | Middenvelder | 112 interlands | 5 doelpunten    | Bayern München    | 6 wedstrijden | 570 minuten | 0     | 2     | 86,6% | 1    | 0    |
| Toni Kroos                 | Middenvelder | 50 interlands  | 7 doelpunten    | Bayern München    | 6 wedstrijden | 570 minuten | 2     | 4     | 85,4% | 0    | 0    |
| Mats Hummels               | Verdediger   | 35 interlands  | 4 doelpunten    | Borussia Dortmund | 5 wedstrijden | 389 minuten | 2     | -     | 81,5% | 0    | 0    |
| Hyundai Young Player Award |              |                |                 |                   |               |             |       |       |       |      |      |
| Naam                       | Positie      | Interland      | Doelpunten int. | Huidige club      | Aan.          | Aan.        | DP.   | AS.   | GP.   | GLK. | RRD. |
| Memphis Depay              | Aanvaller    | 10 interlands  | 2 doelpunten    | PSV               | 4 wedstrijden | 173 minuten | 2     | 1     | -     | 0    | 0    |
| Paul Pogba                 | Middenvelder | 16 interlands  | 3 doelpunten    | Juventus FC       | 5 wedstrijden | 351 minuten | 1     | 1     | 80,1% | 1    | 0    |
| Raphaël Varane             | Verdediger   | 11 interlands  | 0 doelpunten    | Real Madrid CF    | 5 wedstrijden | 389 minuten | 0     | -     | 86,9% | 0    | 0    |
| Adidas Golden Glove        |              |                |                 |                   |               |             |       |       |       |      |      |
| Naam                       | Positie      | Interland      | Doelpunten int. | Huidige club      | Aan.          | Aan.        | DP.   | AS.   | GP.   | GLK. | RRD. |
| Keylor Navas               | Keeper       | 58 interlands  | 0 doelpunten    | Levante UD        | 5 wedstrijden | 510 minuten | 91,3% | 56,1% | 0     | 1    | 0    |
| Manuel Neuer               | Keeper       | 51 interlands  | 0 doelpunten    | Bayern München    | 6 wedstrijden | 570 minuten | 86,2% | 81,1% | 0     | 0    | 0    |
| Sergio Romero              | Keeper       | 53 interlands  | 0 doelpunten    | AS Monaco         | 6 wedstrijden | 600 minuten | 83,3% | 69,5% | 0     | 0    | 0    |

## All-Star Team
Het huidige All-Star Team van de FIFA, door de Castrol-Index, de laatste update is na de finale tussen Duitsland en Argentinië.
| Naam             | Wed. | Aan. | Huidige club          | Laatste oproep                                     | Uitslag | Castrol Index |
| ---------------- | ---- | ---- | --------------------- | -------------------------------------------------- | ------- | ------------- |
| Doel             |      |      |                       |                                                    |         |               |
| Manuel Neuer     | 6    | 3    | Bayern München        | Brazilië, Halve finale in Belo Horizonte op 8 juli | 1 – 7   | 9,27          |
| Keylor Navas     | 5    | 3    | Real Madrid           | Nederland, Kwartfinale in Salvador op 5 juli       | 0 – 0   | 9,25          |
| Jasper Cillessen | 7    | 4    | Ajax                  | Brazilië, Troostfinale in Brasilia op 12 juli      | 0 – 3   | 9,19          |
| Verdedigers      |      |      |                       |                                                    |         |               |
| Thiago Silva     | 6    | 1    | Paris Saint-Germain   | Nederland, Troostfinale in Brasilia op 12 juli     | 0 – 3   | 9,66          |
| Stefan de Vrij   | 7    | 1    | SS Lazio              | Brazilië, Troostfinale in Brasilia op 12 juli      | 0 – 3   | 9,59          |
| David Luiz       | 7    | 2    | Paris Saint-Germain   | Nederland, Troostfinale in Brasilia op 12 juli     | 0 – 3   | 9,54          |
| Mats Hummels     | 5    | 2    | Borussia Dortmund     | Brazilië, Halve finale in Belo Horizonte op 8 juli | 1 – 7   | 9,46          |
| Ezequiel Garay   | 6    | 0    | Zenit Sint-Petersburg | Nederland, Halve finale in São Paulo op 9 juli     | 0 – 0   | 9,43          |
| Raphaël Varane   | 5    | 0    | Real Madrid           | Duitsland, Kwartfinale in Rio de Janeiro op 4 juli | 0 – 1   | 9,41          |
| Ron Vlaar        | 7    | 0    | Aston Villa           | Brazilië, Troostfinale in Brasilia op 12 juli      | 0 – 3   | 9,37          |
| Marcos Rojo      | 5    | 1    | Manchester United     | Nederland, Halve finale in São Paulo op 9 juli     | 0 – 0   | 9,35          |
| Middenvelders    |      |      |                       |                                                    |         |               |
| Toni Kroos       | 6    | 2    | Bayern München        | Brazilië, Halve finale in Belo Horizonte op 8 juli | 1 – 7   | 9,79          |
| Oscar            | 7    | 2    | Chelsea               | Nederland, Troostfinale in Brasilia op 12 juli     | 0 – 3   | 9,63          |
| James Rodríguez  | 5    | 6    | AS Monaco             | Brazilië, Kwartfinale in Fortaleza op 4 juli       | 2 – 0   | 9,51          |
| Wesley Sneijder  | 7    | 1    | Galatasaray           | Brazilië, Troostfinale in Brasilia op 12 juli      | 0 – 3   | 9,30          |
| Philipp Lahm     | 6    | 0    | Bayern München        | Brazilië, Halve finale in Belo Horizonte op 8 juli | 1 – 7   | 9,23          |
| Mesut Özil       | 6    | 1    | Arsenal               | Brazilië, Halve finale in Belo Horizonte op 8 juli | 1 – 7   | 9,21          |
| Aanvallers       |      |      |                       |                                                    |         |               |
| Karim Benzema    | 5    | 3    | Real Madrid           | Duitsland, Kwartfinale in Rio de Janeiro op 4 juli | 0 – 1   | 9,74          |
| Arjen Robben     | 7    | 3    | Bayern München        | Brazilië, Troostfinale in Brasilia op 12 juli      | 0 – 3   | 9,70          |
| Thomas Müller    | 6    | 5    | Bayern München        | Brazilië, Halve finale in Belo Horizonte op 8 juli | 1 – 7   | 9,56          |
| Neymar           | 5    | 5    | FC Barcelona          | Colombia, Kwartfinale in Fortaleza op 4 juli       | 2 – 0   | 9,48          |
| Lionel Messi     | 6    | 4    | FC Barcelona          | Nederland, Halve finale in São Paulo op 9 juli     | 0 – 0   | 9,39          |
| Robin van Persie | 6    | 4    | Manchester United     | Brazilië, Troostfinale in Brasilia op 12 juli      | 0 – 3   | 9,12          |